# Nils Lindh
Nils Lindh, né le 23 octobre 1889 et décédé le 6 février 1957, est un ancien sauteur à ski et spécialiste suédois du combiné nordique.

## Palmarès

### Jeux olympiques
| Épreuve / Édition | Chamonix 1924 |
| Saut à ski        | 9e            |
| Combiné nordique  | Ab            |

### Championnat de Suède de saut à ski(de)
Il a remporté le titre en 1913, 1918 et 1919.